# Trichlormethyl

Strukturní vzorec trichlormethylové skupiny

Trichlormethyl je název funkční skupiny se vzorcem –CCl3. Název vychází z toho, že je odvozena od methylu (–CH3) nahrazením všech tří atomů vodíku atomy chloru. Příklady sloučenin obsahujících tuto skupinu jsou trichlormethan H–CCl3, 1,1,1-trichlorethan H3C–CCl3 a chloral HOC–CCl3.
Trichlormethylová skupina vykazuje značný rozdíl elektronegativity mezi uhlíkem a chlorem. Z tohoto důvodu jsou kyseliny obsahující trichlormethylové substituenty, například kyselina trichlormethansulfonová, často silnější než kyseliny, od kterých jsou odvozeny; například pKa kyseliny trichloroctové (HOOC–CCl3) je 0,77, zatímco u kyseliny octové má hodnotu 4.76.
Podobně trichlormethylové skupiny snižují zásaditost organických sloučenin.